# Blabioides snelleni
Blabioides snelleni är en fjärilsart som beskrevs av Rits. 1875. Blabioides snelleni ingår i släktet Blabioides och familjen björnspinnare. Inga underarter finns listade i Catalogue of Life.